# Louis Couperusstraat 133 (Amsterdam)

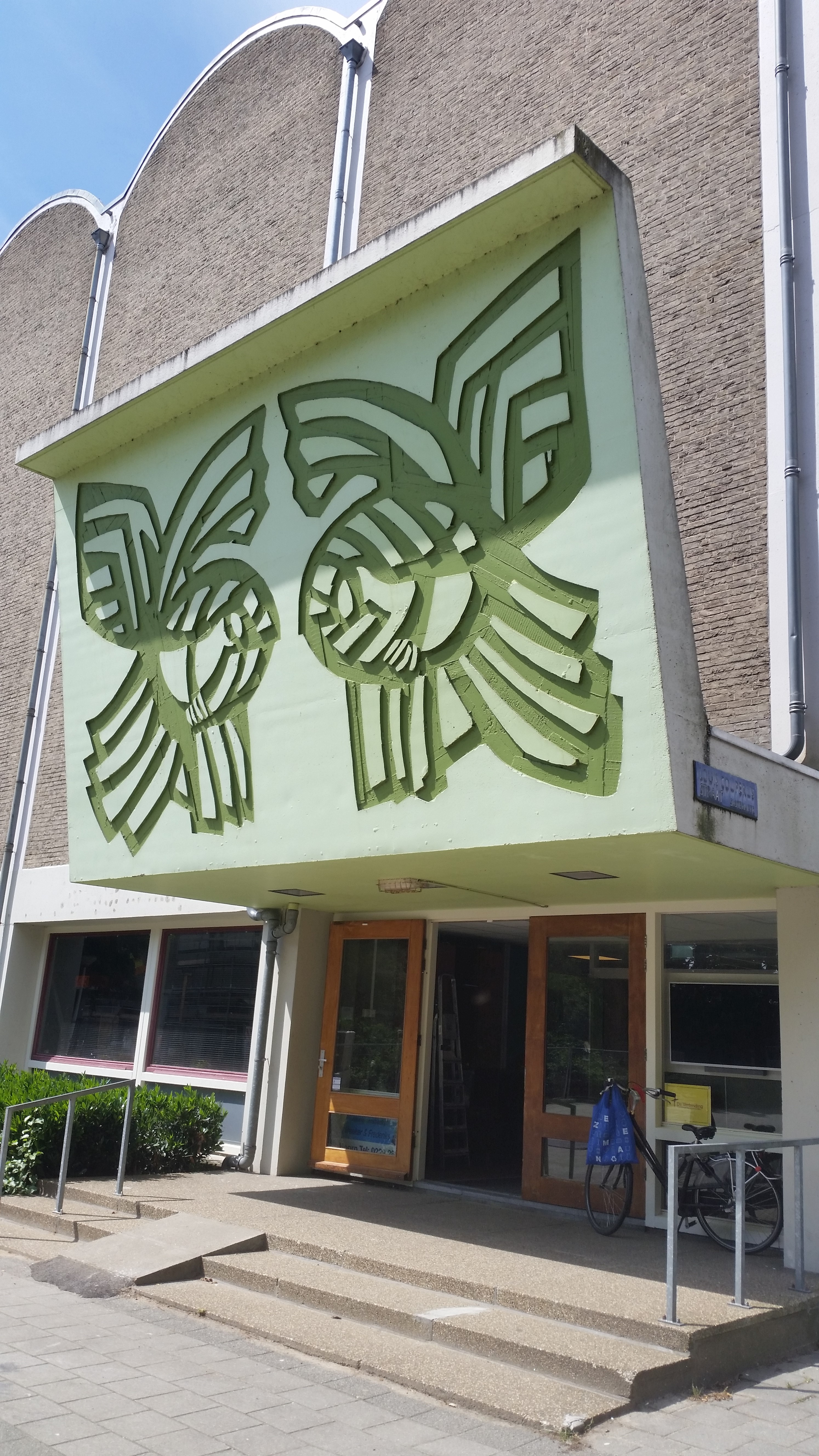
Werk van Elffers (juli 2020)

Louis Couperusstraat 133, Amsterdam is een gebouw aan de Louis Couperusstraat in Amsterdam Nieuw-West.

## Gebouw
De wijk Slotermeer ontwikkelde zich snel in de jaren vijftig van de 20e eeuw mede door de kinderrijke gezinnen. Zo groeide ook de Hervormde gemeente. Zowel scholing als geloof werden daarom vaak tijdelijk ondergebracht in diverse op noodgebouwen lijkende dikwijls houten optrekjes. In 1957 werd daarom architect Piet Zanstra ingeschakeld om een centrum te ontwerpen, waarin kerk, scholen (hervormde lagere school en hervormde ULO) en sociale instellingen konden worden ondergebracht. De bouw werd echter uitgesteld vanwege een bestedingsbeperking en –verbod. Nederland had te veel uitgegeven en ook onderwijsminister Jo Cals kreeg ermee te maken. Geloofs- en onderwijsinstellingen moesten eerst kijken of andere kerk-/schoolgebouwen de nood konden ledigen. De situatie werd toen voor de hervormde kerkgangers zo nijpend (in de loop der jaren hadden andere geloofsrichtingen al een kerk laten bouwen), dat dominee Gabriël Lans dreigde zijn gemeente geheel en al aan andere gemeenten of welke hervormde instelling dan ook te verkopen. Van de ontvangsten, geschat op 400.000 gulden, kon dan een kerk gebouwd worden. Die zou in 1959 gereed moeten zijn. Het liep anders. De eerste heipaal kon pas op 22 februari 1962 de grond in. In september 1963 werd het complex opgeleverd met kerk, scholen en sociaal centrum. Voor een prijs van dan 673.000 gulden konden niet alle wensen vervuld worden; scholen werden niet aan elkaar gekoppeld; een derde school werd in het geheel niet gebouwd.
Zanstra had een als zodanig haast onherkenbare kerk ontworpen. Het dak bestaat uit drie halve betonnen cilinders/tongewelven. De witte betonnen kolommen die het dak dragen steken af bij de verder met baksteen opgetrokken buitenwanden (in de kerkruimte zelf staan geen kolommen). Op de begane grond bevonden zich de ruimten voor multifunctioneel gebruik. Voor de kerkzaal van 18 bij 18 meter en 450 plaatsen moest men de trap op; Zanstra had hem bij ruimtegebrek daar gesitueerd. Deze kerkzaal is door een ietwat uitkragende witte betonnen rand duidelijk zichtbaar afgescheiden, mede door het baksteen boven de lijst en de glaspartij onder de lijst. Toen men die kerkzaal voor een oefensessie met de kinderen uit de scholen voor een eerste keer gebruikte bleek de akoestiek zo abominabel slecht, dat bijna niemand de predikant kon verstaan. Zanstra die hierin geheel op TNO was afgegaan, trof geen blaam. Tapijten en andere stoffen wandversieringen moesten de akoestiek verbeteren. De tegen de muur geplaatste kansel werd in het kader van een betere verstaanbaarheid voorzien van een klankbord.
De kerktoren, eigenlijk alleen een stalen klokkentoren, moest rond 1980 al gesloopt worden; ze zou bouwvallig zijn geweest. Ze vormde qua stijl (opengewerkt en verticale constructie) een contrast met de kerk (gesloten karakter en horizontale gelaagdheid). De gevels in de tweede bouwlaag zijn namelijk vrijwel geheel opgetrokken uit baksteen, behalve in de zijgevel alwaar een grote glaspartij circa een derde van het geveloppervlak open maakt. Kerkbezoekers kijken dan zo de Burgemeester Eliasstraat in. Een andere opvallend detail is dat de drie gewelven zich in de gezichtsas van de Louis Couperusstraat bevinden; die straat maakt vanuit het oosten twee knikken om de kerk om aan te sluiten op de Ferdinand Bordewijkbrug. Echter van die kant valt de kerk ook direct op; het is een oriëntatiepunt binnen de laagbouw.
Het gebouw kreeg namen als De hoeksteen, De ontmoeting (vanaf 2006) en vanaf 2019, toen het pand verkocht werd aan de Baptistengemeente De verbinding.

## Kunst
Kunstenaar Dick Elffers maakte een drietal kunstwerken voor dit gebouw. Allereerst voor degenen die het gebouw binnen gaan, hangt er een betonsculptuur boven de ingang. Het is een symmetrische sgraffito- of intarsiavoorstelling van twee zesvleugelige serafijnen; een verwijzing naar Jesaja 6:2 en 6:3 of Exodus 25:18-19 en 37:7-8, op een betonnen luifel. Anderen zien er meer vissen of vogels in. In haar bestaansgeschiedenis werd de van oorsprong grijze betonnen weergave opgefleurd; zo is ze in 2020 gifgroen. Voor degene die de kerkzaal bezoekt, bevindt zich in de zijbeuken een kleurig glaswerken. Elffers gaf zijn visie op de vier paradijsrivieren weer aan de westzijde en aan de oostzijde de scheurende aarde bij de veronderstelde opstanding van Christus, waardoor de hoeksteen verscheen. De gebruikte techniek was glasappliqué in vier lagen (glas gelijmd op glas etc.); de lijm moest een aantal keren vervangen worden.

## Monument
Het gebouw en het kunstwerk werden in het najaar van 2018 tot gemeentelijk monument benoemd onder aandrang van Erfgoedvereniging Heemschut en het Cuypersgenootschap. Daarbij was een van de factoren dat het in het oeuvre van de architect een markant uiterlijk heeft.